# Sainte-Gemme (Gers)
Sainte-Gemme é uma comuna francesa na região administrativa de Occitânia, no departamento de Gers. Estende-se por uma área de 10,22 km². Em 2010 a comuna tinha 119 habitantes (densidade: 11,6 hab./km²).